# Frangískos Soúrpis
Frangískos Soúrpis (en grec moderne : Φραγκίσκος Σούρπης), est un footballeur grec né le 4 mars 1943 à Athènes. Il évoluait au poste de défenseur central.

## Biographie
Frangískos Soúrpis est joueur du Panathinaïkos durant toute sa carrière de 1962 à 1976,,,.
Avec le Panathinaïkos, il est Champion de Grèce à six reprises, il remporte également deux Coupes de Grèce,.
Sourpis dispute la finale de la Coupe des clubs champions en 1971. Le Panathinaïkos perd la finale contre l'Ajax Amsterdam sur le score de 0-2,.
Au total, en compétitions européennes, il dispute 20 matchs de Coupe des clubs champions, 2 matchs de Coupe des vainqueurs de coupe et 3 matchs de Coupe des villes de foire. Il joue également deux matchs en Coupe intercontinentale

### En équipe nationale
International grec, il reçoit 25 sélections en équipe de Grèce entre 1964 et 1967,.
Il joue son premier match en équipe nationale le 12 février 1964 contre la Grande-Bretagne (défaite 1-2 à Londres) dans le cadre du tournoi pré-olympique de l'UEFA 1963-1964.
Sourpis dispute une rencontre le 16 octobre 1966 contre la Finlande (victoire 2-1 à Thessalonique) dans le cadre des qualifications pour l'Euro 1968.
Son dernier match a lieu le 8 mars 1967 contre la Roumanie (défaite 1-2 à Athènes).

## Palmarès
Panathinaïkos
| - Championnat de Grèce (6) : - Champion : 1961-62, 1963-64, 1964-65, 1968-69, 1969-70 et 1971-72. - Vice-champion : 1962-63, 1965-66 et 1973-74. - Coupe de Grèce (2) : - Vainqueur : 1966-67 et 1968-69. - Finaliste : 1964-65, 1967-68, 1971-72, 1974-75. |  | - Coupe des clubs champions : - Finaliste : 1970-71. |